# Innsbruck Nature Film Festival

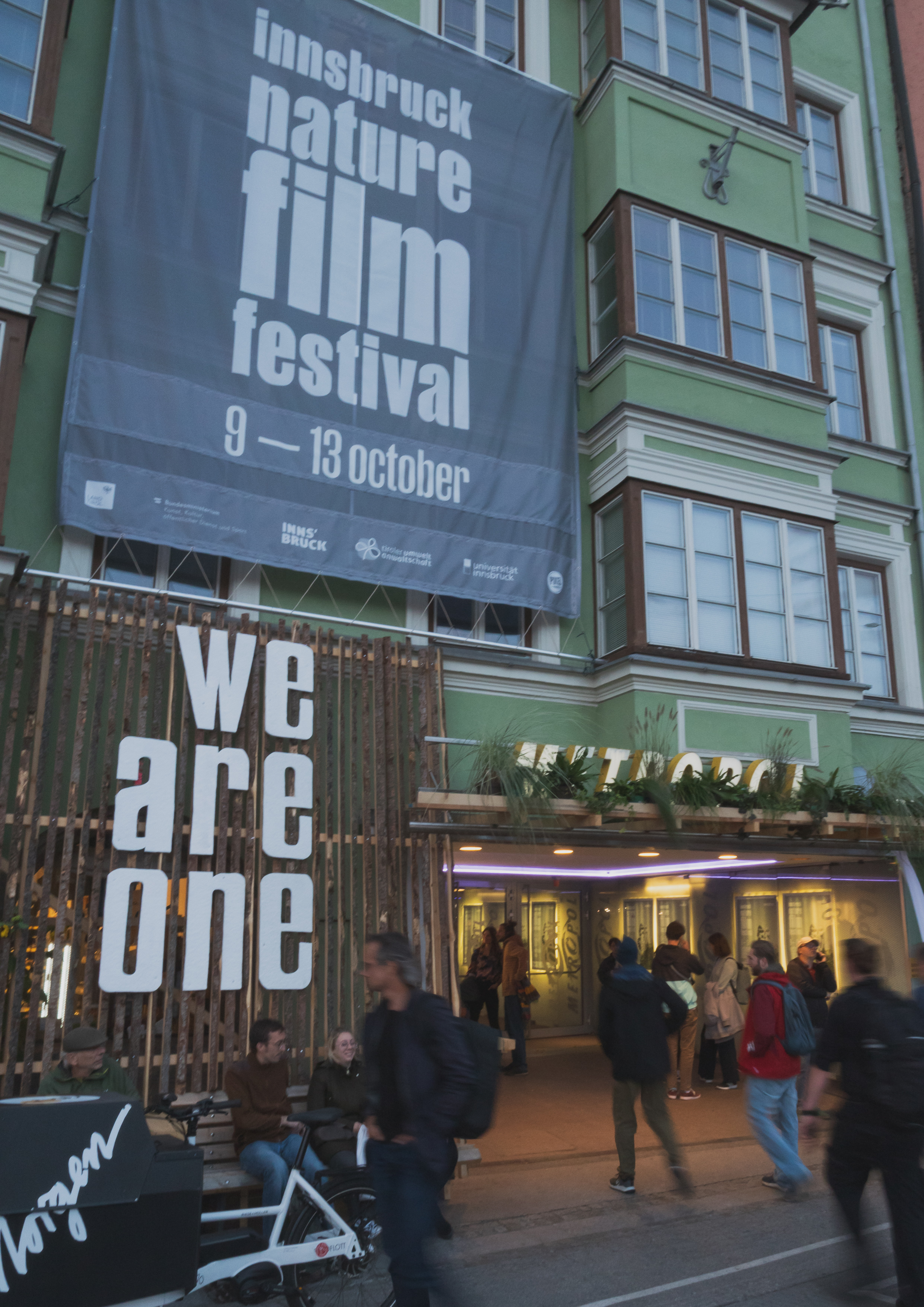
Fassade des Metropol Kinos während des innsbruck nature film festivals 2024

Das innsbruck nature film festival (inff) ist ein jährlich stattfindender Filmwettbewerb mit dem Schwerpunkt Natur, Umwelt und Nachhaltigkeit. Das Festival hat seinen Sitz in Innsbruck, Österreich, und wurde 2002 vom Tiroler Umweltanwalt Johannes Kostenzer ins Leben gerufen. Bereits 2013 erfolgte die Umwandlung der Innsbrucker Naturfilmtage in einen international ausgerichteten Wettbewerb. Im Jahr 2024 zog das Festival insgesamt 12.640 Besucher an, die an unterschiedlichen Veranstaltungsformaten wie Filmvorführungen, Diskussionsrunden und Rahmenprogramm teilnahmen.

## Filmfestival
Das inff wurde 2001 von Johannes Kostenzer gegründet und hat sich seitdem von einem regionalen Format zu einem international anerkannten Wettbewerb entwickelt. Mit der Umstellung im Jahr 2013 fand eine Erweiterung des Konzepts statt, sodass neben lokalen Naturfilmtagen nun Filme aus aller Welt präsentiert werden. Träger und Organisator des Festivals ist der gemeinnützige Verein Nature Festival.
Das inff ist ein IMDb-qualifizierendes Event und zeigt Filme, Dokumentationen, Animationen und Reportagen zu Natur, Nachhaltigkeit und Umweltfragen im Wettbewerb. Jährlich werden rund 60 kuratierte Filme gezeigt, lokale und internationale Filmemacher und Experten begleiten die Filmvorführungen und nehmen an Q&A-Sessions und Podiumsdiskussionen teil. Das Festival präsentiert ein vielfältiges Programm, das sowohl Filme mit breiter Anziehungskraft als auch spezialisierte Nischenproduktionen umfasst. Viele der Filme feiern beim inff ihre Österreichpremiere, es gab auch schon einige Europa- und Weltpremieren, wie etwa 2024 die Filme Animal Pride und Greina.

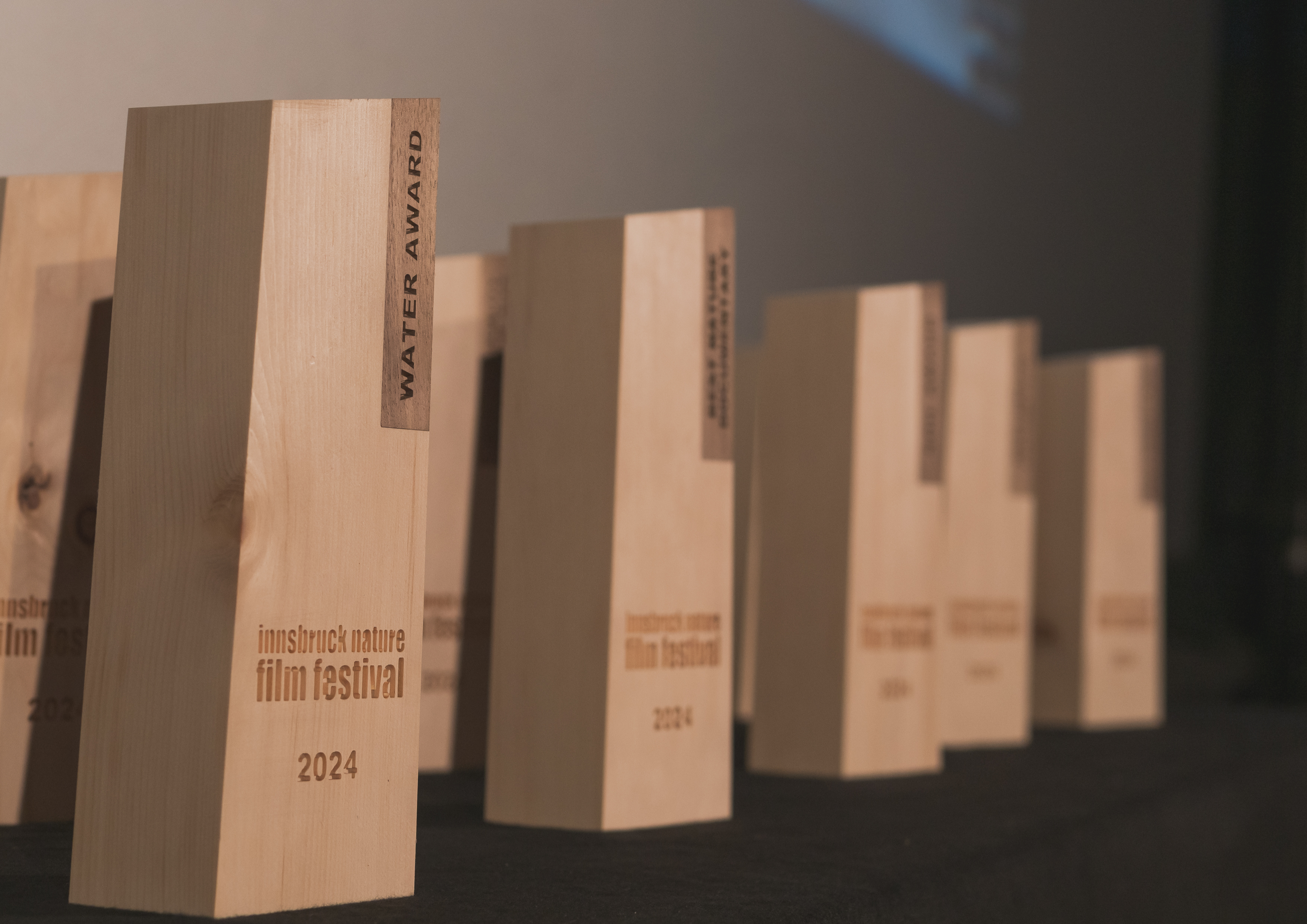
Awards des innsbruck nature film festivals

## Filmwettbewerb
Im Rahmen des Wettbewerbs werden jährlich zahlreiche Filme aus verschiedenen Ländern eingereicht – in den vergangenen Jahren lagen Einsendungen aus über 107 Nationen vor. Aus den Einreichungen werden die Gewinner in mehreren Kategorien durch eine internationale Jury ausgewählt. Diese Jury setzt sich regelmäßig aus angesehenen Persönlichkeiten der Filmbranche und des Umweltbereichs zusammen, wie etwa Mariette Rissenbeek, ehemalige Geschäftsführerin der Internationalen Filmfestspiele Berlin, Christian Berger, Regisseur und Oscar nominierter Kameramann, Oliver Goetzl, deutscher Tierfilmer sowie Diana Garlytska, regionale Vizevorsitzende für Westeuropa der IUCN Commission on Education and Communication.
Das Festival zeichnet Filme in folgenden Kategorien aus:
- Bester Naturdokumentarfilm
- Bester Umweltdokumentarfilm
- Bester Green Fiction Film
- Bester Dokumentarkurzfilm
- Bester Animationskurzfilm

Daneben gibt es Sonderpreise, die thematische Schwerpunkte wie Biodiversität, Wasser oder Boden berücksichtigen. Weitere Auszeichnungen, beispielsweise der Wild Women Award und der Christian Berger Cinematography Award, sollen besondere Leistungen von Regisseurinnen, Kamerafrauen oder bei der visuellen Umsetzung würdigen. Insgesamt beläuft sich das Preisgeld auf 22.500 €.

## Rahmenprogramm in der Festivalwoche

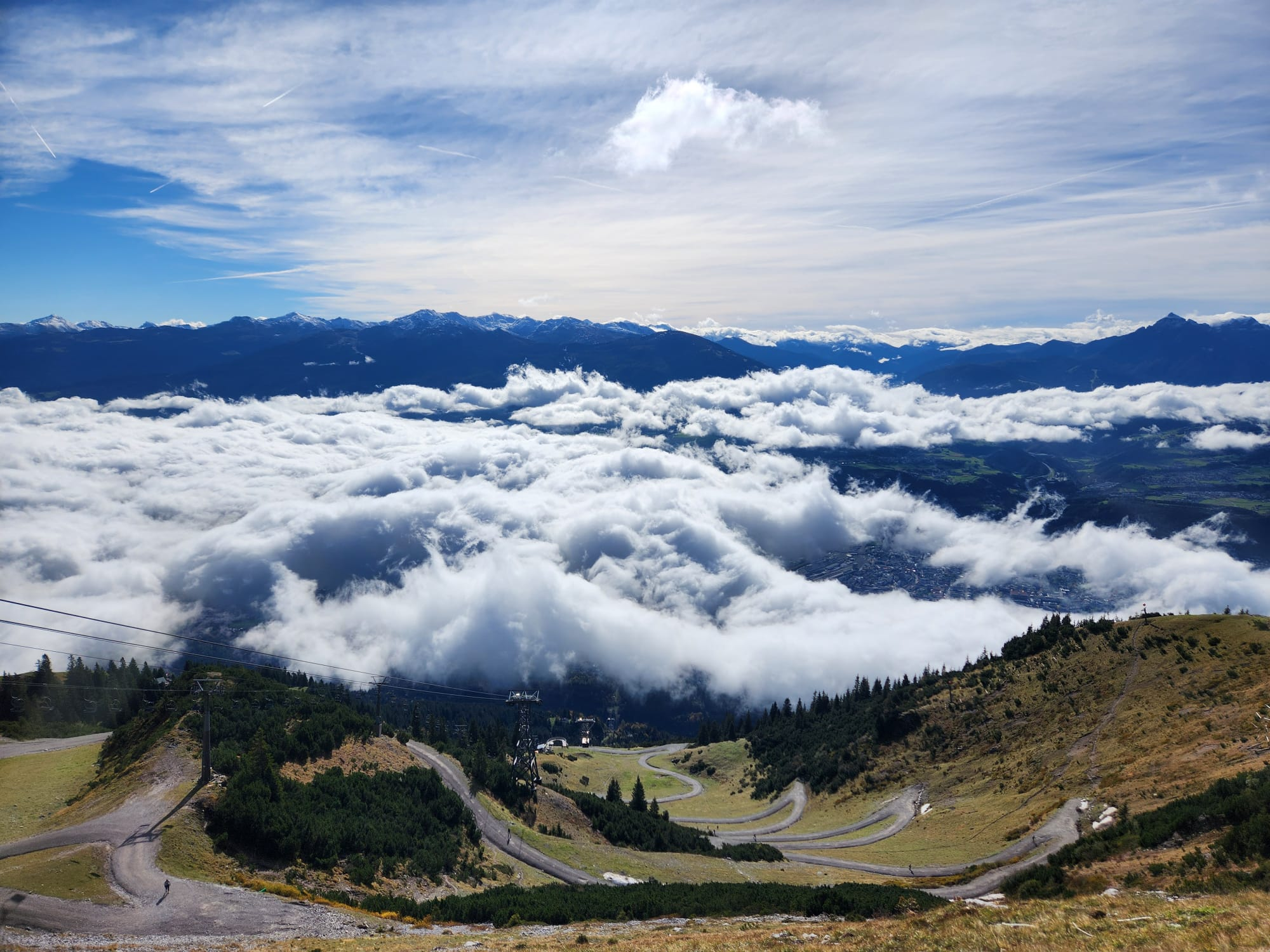
Föhn Exkursion auf der Nordkette im Naturpark Karwendel

### Naturerleben
Der Hauptveranstaltungsort des Festivals ist das Metropol Kino in Innsbruck. Neben den Filmvorführungen wird im Foyer des Kinos jährlich eine themenspezifische Ausstellung realisiert – so etwa die Ausstellung zum Thema Boden im Jahr 2024, die in Kooperation mit dem Land Tirol konzipiert wurde. Das Programm soll den Besuchern einen multisensorischen Zugang zu aktuellen Umweltthemen bieten. Im Kinofoyer am inff-Besucherdesk und im Directors’ Café können sich die Besucher austauschen.
Ein weiterer zentraler Bestandteil des Rahmenprogramms sind die Experiences – ein Angebot, das allen Interessierten offensteht. Dieses Format umfasst interaktive Workshops, geführte Rundgänge, multimediale Installationen und themenbezogene Aktivitäten, die einen praxisnahen Zugang zu Umwelt- und Nachhaltigkeitsthemen ermöglichen. Ziel ist es, auch Besucher anzusprechen, die keinen formellen Festivalbesuch planen, und ihnen in entspannter Atmosphäre die Möglichkeit zu bieten, sich mit aktuellen Umweltthemen auseinanderzusetzen. Zu den Highlights gehören die jährlichen Föhn - Exkursion auf der Nordkette, die Zum Kuckuck Open-Mic-Sessions in Zusammenarbeit mit Patagonia, die geführten Naturwanderungen im Naturpark Karwendel, sowie im Jahr 2023 der Fokus auf Nachtnaturerlebnisse in Kooperation mit Dark Sky International - dessen Leiter Ruskin Hartley zu Gast beim inff war.

### Umweltbildung und Filmvermittlung
Das inff arbeitet eng mit lokalen Schulen und der Universität Innsbruck zusammen, um während des Festivals vielseitige Lernerlebnisse zu ermöglichen. Dazu gehören kuratierte Filmvorführungen zu Umweltthemen, interaktive Q&A-Sessions mit Filmemachern sowie Expertenseminare in den Bereichen Ökologie und Umweltwissenschaften. In Kooperation mit Natopia, einer Organisation für Naturpädagogik, organisiert das inff spezielle Schulvorführungen, um junge Zuschauer frühzeitig für Umweltfragen zu sensibilisieren. Die sogenannten Science Glimpses bereichern das Programm zusätzlich, indem sie wissenschaftliche Erkenntnisse mit filmischer Erzählkunst verknüpfen und so ein tieferes Verständnis für Umweltfragen schaffen.

### Branchentreff
Das Festival versteht sich auch als Begegnungsstätte für Filmschaffende, Fernsehverantwortliche und Produktionsfirmen. Neben Fachseminaren und Workshops werden zusätzliche Veranstaltungen wie wissenschaftliche Vorträge, Networking-Events und geführte Expeditionen angeboten, um den fachlichen Austausch zu fördern. Seit 2023 ist darüber hinaus ein spezielles B2B-Segment unter dem Namen „Cineleaves“ etabliert, das einen besonderen Fokus auf die Vernetzung der Film- mit der Verlagsbranche legt.

### Kunst und Film
Ein besonderer Schwerpunkt des inff liegt auf der Verbindung von Kunst und Film. Im Rahmen der sogenannten Green Arthouse-Reihe werden Filme gezeigt, die neue narrative Zugänge zu Umweltthemen bieten. 2024 eröffnete der österreichische Künstler und Umweltaktivist Edgar Honetschläger das Festival, zeigte eine Performance zum Thema Insekten und präsentierte seinen Film Midas Ants am Festival. Außerdem zeigte der kolumbianische Fotograf Nicolas Valentin eine Galerieausstellung mit großformatigen Insektenfotografien.

## Internationale Vernetzung
Das Festival positioniert sich als europäische Plattform für den Austausch zwischen Filmschaffenden, Produktionsfirmen und Sendern. Neben der Zusammenarbeit mit der Alpenkonvention und der Mitgliedschaft im Green Film Network, kooperiert das inff auch mit der IUCN Commission on Education and Communication. Im Jahr 2024 erhielt Festivaldirektor Johannes Kostenzer den IUCN CEC West Europe Award für seine Verdienste um die Naturvermittlung.

## Outreach Programm
Um auch Zielgruppen außerhalb der klassischen Festivalorte zu erreichen, gibt es mehrere Outreach-Formate:

### Campuskino
Das Campuskino ist eine Kooperation zwischen dem inff und der Universität Innsbruck. Hier werden Festivalfilme an der Universität gezeigt und anschließend in Diskussionsrunden mit Fachexperten, beispielsweise aus den Bereichen Mikrobiologie, Ethnologie, Ökologie und Geographie, vertieft. Im Campuskino gezeigt wurden etwa Outgrow the System und anlässlich des Weltbodentages der preisgekrönte Film Kosmos Erde – Planet Soil.

### inff on tour
Mit inff on tour werden Mini-Filmfestivals in verschiedenen Gemeinden Tirols organisiert. Diese Veranstaltungen kombinieren Filmvorführungen mit Expertenpanels, Workshops und weiteren interaktiven Elementen. In nur zwei Jahren konnten 20 Events in zehn Gemeinden wie etwa im Naturpark Ötztal, in Pettneu am Arlberg oder im Naturpark Karwendel realisiert werden, die im Jahr 2024 insgesamt mehr als 1.600 Besucher erreichten. Ziel ist es, insbesondere in ländlichen und peripheren Regionen den Zugang zu kulturellen und umweltpädagogischen Angeboten zu fördern.

### inff en voyage
Mit dem Format inff en voyage wird das Festivalprogramm international erweitert. So nahm das inff im Oktober 2024 am Regional Conservation Forum des IUCN in Brügge mit einem Kurz- und einem Langfilm teil. Im Rahmen der Österreichischen Kulturwoche in Muscat, Oman, ebenfalls im Oktober 2024, zeigte das inff über vier Tage hinweg vier österreichische Produktionen und veranstaltete spezielle Filmvorführungen für Erwachsene und Kinder. Gezeigt wurde unter anderem der Film „Wildes Innsbruck“ von Patrick Centurioni, der die Umweltveränderungen in den Alpen thematisiert.

## EU-Projekt Food on Film
Das inff ist zudem Kooperationspartner im EU-finanzierten Projekt „Food on Film“. Im Rahmen dieses Projekts erarbeiten seit dem Herbstsemester 2024 Schulklassen aus fünf europäischen Ländern (Italien, Österreich, Deutschland, Frankreich und Montenegro)  Scripte für Kurzfilme zu den Themen Ernährung, Lebensmittelproduktion und Umwelt. Das Projekt stellt den Lehrern und Schulen ein digitales und interaktives Lehrfilmformat zur Verfügung, welches Zugang zu vielen internationalen und nationalen Umweltfilmen, Dokumentationen und wissenschaftlichen Unterlagen ermöglicht.
In Österreich entwickelten 19 Schulklassen Skripte für je einminütige Kurzfilme. Die besten zwei wurden mit einem zweitägigen Filmworkshop belohnt. Die fertigen Filme werden beim Mobile Film Festival in Frankreich und beim Innsbruck Nature Film Festival 2025 auf der großen Leinwand präsentiert.

## Preisträger (Auswahl)
| Jahr | Kategorie                               | Film                                                                                   |
| ---- | --------------------------------------- | -------------------------------------------------------------------------------------- |
| 2013 |                                         | Schnee von August Pflugfelder                                                          |
| 2014 | Bester Dokumentarfilm                   | Virunga von Orlando von Einsiedel                                                      |
| 2015 | Bester Naturdokumentarfilm              | Yellowstone von Oliver Goetzl und Ivo Nörenberg                                        |
| 2015 | Bester Umweltdokumentarfilm             | Banking Nature von Sandrine Feydel & Denis Delestrac                                   |
| 2016 | Bester Naturdokumentarfilm              | Light on Earth von Joe Loncraine                                                       |
| 2016 | Bester Umweltdokumentarfilm             | Jumbo Wild von Nick Waggoner                                                           |
| 2017 | Bester Naturdokumentarfilm              | Dusk Chorus - die Symphonie des Sterbens von Nika Saravanja und Allesandro D’Emilia    |
| 2017 | Bester Umweltdokumentarfilm             | The Last Pig – Tiere lieben, Tiere töten von Allison Argo                              |
| 2018 | Bester Naturdokumentarfilm              | White Wolves - Ghosts of the Arctic von Oliver Goetzl                                  |
| 2018 | Bester Umweltdokumentarfilm             | The Silver Branch von Katrina Costello und John Brown                                  |
| 2019 | Bester Naturdokumentarfilm              | Sea of Shadows von Richard Ladkani                                                     |
| 2019 | Bester Umweltdokumentarfilm             | Welcome to Sodom von Florian Weigensamer und Christian Krönes                          |
| 2020 | Bester Naturdokumentarfilm              | Die Wiese - Ein verlorenes Paradies? von Jan Haft                                      |
| 2020 | Bester Umweltdokumentarfilm             | Sheep Hero von Ton van Zantvoort                                                       |
| 2021 | Bester Naturdokumentarfilm              | The Loneliest Whale - The Search for 52 von Joshua Zeman                               |
| 2021 | Bester Bodenfilm                        | Kiss the Ground von Josh Tickell und Rebecca Tickell                                   |
| 2022 | Bester Umweltdokumentarfilm             | Wood - Der geraubte Wald von Ebba Sinzinger, Michaela Kirst und Monica Lazurean-Gorgan |
| 2022 | Bester Naturdokumentarfilm              | Patrick and the Whale - Eine außergewöhnliche Freundschaft von Mark Fletcher           |
| 2022 | Wild Women Award                        | Taming the Garden von Salomé Jashi                                                     |
| 2022 | Bester Kurzfilm                         | 300 Meter - Garzweiler Tagebau II von Ivo Siegler                                      |
| 2022 | Bester Bodenfilm                        | Pleistocene Park von Luke Griswold-Tergis                                              |
| 2022 | Christian Berger Cinematography Award   | Panthère des Neiges von Marie Amiguet und Vincent Munier                               |
| 2022 | Bester Animationskurzfilm               | L`Air de Rien – Slipping Away von Gabriel Hénot Lefèvre                                |
| 2022 | Bester Biodiversitätsfilm               | The Seeds of Vandana Shiva von Camilla Becker und James Becket                         |
| 2023 | Bester Umweltdokumentarfilm             | The Illusion of Abundance von Erika Gonzalez Ramirez und Matthieu Lietaert             |
| 2023 | Bester Naturdokumentarfilm              | Kaktus Hotel von Yann Sochaczewski                                                     |
| 2023 | Wild Women Award                        | Die toten Vögel sind oben von Sönje Storm                                              |
| 2023 | Bester Kurzfilm                         | Wrought von Joel Penner und Anna Sigrithur                                             |
| 2023 | Bester Kinderkurzfilm                   | Beavers above town von Yaz Ellis                                                       |
| 2023 | Bester Bodenfilm                        | The Soil Saviors - Im Reich des Regenwurms von Anna Pflüger                            |
| 2023 | Christian Berger Cinematography Award   | Sleepless Birds von Dana Melaver und Tom Claudon                                       |
| 2023 | Bester Animationskurzfilm               | Sunflower von Natalia Chernysheva                                                      |
| 2023 | Beste Mid-Length Dokumentation          | SOKO Gartenschläfer von Rosie Koch und Roland Gockel                                   |
| 2024 | Bester Umweltdokumentarfilm             | Food For Profit von Giulia Innocenzi und Pablo D'Ambrosi                               |
| 2024 | Bester Naturdokumentarfilm              | Songs of Earth von Margreth Olin                                                       |
| 2024 | Bester Biodiversitätsfilm               | Hunt for the oldest DNA von Niobe Thompson                                             |
| 2024 | Wild Women Award                        | Follow the Rain von Catherine Barbara Marciniak                                        |
| 2024 | Bester Green Fiction Film               | The Last Rhino von Guillaume Harvey                                                    |
| 2024 | Bester Dokumentarkurzfilm               | Dream to Cure Water von Ciril Jazbec                                                   |
| 2024 | Bester Kinderkurzfilm                   | Animal Innsbruck von Johannes Hoffmann, Magnus Klammer, Florian Furtschegger           |
| 2024 | Bester Bodenfilm                        | Planet Soil – Kosmos Erde von Mark Verkerk                                             |
| 2024 | Christian Berger Cinematography Award   | Between the Rains von Moses Thuranira und Andrew H. Brown                              |
| 2024 | Bester Lebensqualität in den Alpen Film | Piemont –Mit Mulis über Stock und Stein von Philipp Landauer                           |
| 2024 | Bester Animations Kurzfilm              | On the 8th Day von Sénéchal, Massez, Debruyne, Carin, Duhautois                        |
| 2024 | Bester Wasserfilm                       | Dream to Cure Water von Ciril Jazbec                                                   |